# FAM103A1
FAM103A1 (англ. Family with sequence similarity 103 member A1) – білок, який кодується однойменним геном, розташованим у людей на 15-й хромосомі. Довжина поліпептидного ланцюга білка становить 118 амінокислот, а молекулярна маса — 14 381.
| 10         |  | 20         |  | 30         |  | 40         |  | 50         |
| ---------- |  | ---------- |  | ---------- |  | ---------- |  | ---------- |
| MTDTAEAVPK |  | FEEMFASRFT |  | ENDKEYQEYL |  | KRPPESPPIV |  | EEWNSRAGGN |
| QRNRGNRLQD |  | NRQFRGRDNR |  | WGWPSDNRSN |  | QWHGRSWGNN |  | YPQHRQEPYY |
| PQQYGHYGYN |  | QRPPYGYY   |  |            |  |            |  |            |

A: Аланін

D: Аспарагінова кислота

E: Глутамінова кислота

F: Фенілаланін

G: Гліцин

H: Гістидин

I: Ізолейцин

K: Лізин

L: Лейцин

M: Метіонін

N: Аспарагін

P: Пролін

Q: Глутамін

R: Аргінін

S: Серин

T: Треонін

V: Валін

W: Триптофан

Кодований геном білок за функцією належить до фосфопротеїнів. 
Задіяний у таких біологічних процесах, як процесинг мРНК, ацетилювання, метилювання. 
Білок має сайт для зв'язування з РНК. 
Локалізований у ядрі.